# März 1968
Portal Geschichte | Portal Biografien | Aktuelle Ereignisse | Jahreskalender | Tagesartikel

◄ |
19. Jahrhundert |
20. Jahrhundert
| 21. Jahrhundert

◄ |
1930er |
1940er |
1950er |
1960er
| 1970er | 1980er | 1990er | ►

◄ |
1964 |
1965 |
1966 |
1967 |
1968
| 1969 | 1970 | 1971 | 1972 | ►

◄ |
Dezember 1967 |
Januar 1968 |
Februar 1968 |
März 1968 |
April 1968 |
Mai 1968 |
Juni 1968 |
►
Dieser Artikel behandelt tagesbezogene Nachrichten und Ereignisse im März 1968.

## Berichte vom Tagesgeschehen im März 1968

### 1. März (Freitag)
- Bonn: Bundespräsident Heinrich Lübke weist gegen ihn erhobene Vorwürfe, er sei während des Nationalsozialismus als Architekt am Bau von Konzentrationslagern beteiligt gewesen, zurück. Vgl. KZ-Baracke vom Typ Pferdestall.

### 8. März (Freitag)
- Polen: Beginn der März-Unruhen 1968 (Studentendemonstrationen) vor allem in Warschau, Danzig und Krakau.
- Vermutlich eine Explosion an Bord des sowjetischen U-Boots K-129 lässt es auf den Meeresgrund sinken. Alle 86 Besatzungsmitglieder finden den Tod. Der Untergang ist Anlass zum Azorian-Projekt, dem geheimen Versuch der CIA, das U-Boot aus über 5.000 Metern Tiefe zu bergen. Der Bergungsversuch fand 1974 statt.

### 12. März
- Port Louis: Die Republik Mauritius wird unabhängig.

### 16. März
- Südvietnam: Ein Kriegsverbrechen von US-amerikanischen Soldaten in Südvietnam, bekannt als Massaker von Mỹ Lai in Son My wurde erst einige Zeit nach der Tat bekannt (Recherche des Journalisten Seymour Hersh). Die Empörung darüber trug maßgeblich zum Wandel der öffentlichen Meinung in den USA und der westl. Welt über die US-Kriegsführung in Südostasien bei. Getarnt als Kampf gegen den „Vietkong“ wurden 504 Zivilisten, darunter zahlreiche Kinder, Frauen und sehr alte Menschen, ermordet.

### 18. März
- Washington: Der Kongress der USA hebt die Bestimmung auf, dass Goldreserven für die US-Währung gebildet werden müssen. Vgl. Goldstandard.

### 20. März
- Frankfurt/Main: Uraufführung des politisch-agitatorischen Dokumentarstückes "Viet Nam-Diskurs" von Peter Weiss.

Gestorben:
Charles Chaplin junior (bekannt als Charly Chaplin,  * 5. Mai 1925 in Beverly Hills, USA), Schauspieler

### 24. März
- Stuttgart: Uraufführung der Oper „Prometheus“ von Carl Orff im  Staatstheater.

### 27. März
- Einführung von Studienzugangsbeschränkungen nach Abitur-Durchschnittsnoten an Wissenschaftlichen Hochschulen in der Bundesrepublik, des so genannten Numerus clausus.

### 28. März
- Bonn: Rücktritt des Bundesinnenministers Paul Lücke (CDU), da er im Bundestag die angestrebte Wahlrechtsreform nicht durchsetzen kann.

### 31. März
- Washington: Der US-Präsident Lyndon B. Johnson gibt bekannt, bei den Präsidentschaftswahlen im November nicht für eine weitere Amtszeit zu kandidieren. Gleichzeitig beendet er partiell die Bombenangriffe in (Nord-)Vietnam und tritt für den Beginn von Friedensgesprächen ein.

Gestorben:
Eduard Orth (geb. 1902 in Germersheim; gest. in Mainz) Unternehmer, Politiker (CDU)

## Zum Monat dieses Jahres
- Nigeria: Der Biafra-Krieg, Bürgerkrieg von 1967 bis 1970

- Prag: Nach einem Führungswechsel in der KP im Vorjahr bestehen in der ČSSR einigen Wochen Unklarheit über eine neue Richtung, einen Reformkurs, der tschechoslowakischen Regierungspartei unter Alexander Dubček, der zum „Prager Frühling“ und dessen Niederschlagung durch Truppen des Warschauer Paktes führt.
- Zeitraum im Vietnamkrieg in Südvietnam – die Tet-Offensive gegen die südvietnam. und amerikanischen Alliierten dauerte vom 29./30. Januar bis zum 23. September 1968. Sie hatte ihren Höhepunkt bereits im Januar und Februar erreicht.